# Palau de Anglesola
Palau de Anglesola (oficialmente y en catalán, El Palau d’Anglesola) es un municipio español de la provincia de Lérida, situado en la comarca catalana de la Plana de Urgel, al noreste de la capital comarcal, Mollerusa.

## Geografía
Integrado en la comarca de Plana de Urgel, se sitúa a 25 kilómetros de la capital leridana. El término municipal está atravesado por la autovía del Nordeste A-2 en el pK 486. 
El relieve está caracterizado por la amplia llanura que caracteriza a la comarca, estando atravesado por el Canal Auxiliar de Urgel y otras acequias para el riego. La altitud oscila entre los 220 metros al norte y los 242 metros al sur. El pueblo se alza a 235 metros sobre el nivel del mar. 
| Noroeste: Bellvís           | Norte: Poal                           | Noreste: Vilasana |
| Oeste: Bellvís              |                                       | Este: Vilasana    |
| Suroeste: Belloch de Urgell | Sur: Sidamunt, Fondarella y Mollerusa | Sureste: Golmés   |

## Geografía humana

### Demografía
Cuenta con una población de 2205 habitantes (INE 2024).
| Gráfica de evolución demográfica de Palau de Anglesola entre 1842 y 2021 |
| |
| Población de derecho según los censos de población del INE Población de hecho según los censos de población del INEEn estos censos se denominaba Palau de Anglesola: 1842, 1857, 1860, 1877, 1887, 1897, 1900, 1910, 1920, 1930, 1940, 1950, 1960, 1970 y 1981 |

| 1900 | 1930 | 1950 | 1970 | 1981 | 1986 | 2010 |
| ---- | ---- | ---- | ---- | ---- | ---- | ---- |
| 939  | 1432 | 1503 | 1673 | 1672 | 1635 | 2099 |

### Comunicaciones
- Línea regular de autobuses.
- Autovía A-II.

### Economía
Población mayoritariamente agrícola y ganadera. Dispone del polígono industrial SAU 3.

## Lugares de interés
- Ermita de Santa Lucía.
- Ermita de San Roque.
- Iglesia de San Juan Bautista.
- Cooperativa del Camp.